# Gaston Questemann
Gaston Questemann, né et mort à une date inconnue, est un archer français.

## Carrière
Il est médaillé de bronze par équipes aux Championnats du monde de tir à l'arc 1938 à Londres.
Aux Championnats du monde de tir à l'arc 1939 à Oslo, il est médaillé d'or par équipes et médaillé d'argent de l'épreuve individuelle.